# Ешау (Доња Франконија)
Ешау (њем. Eschau) град је у њемачкој савезној држави Баварска. Једно је од 32 општинска средишта округа Милтенберг. Према процјени из 2010. у граду је живјело 4.001 становника. Посједује регионалну шифру (AGS) 9676123.

## Географски и демографски подаци
Ешау се налази у савезној држави Баварска у округу Милтенберг. Град се налази на надморској висини од 171 метра. Површина општине износи 38,1 km². У самом граду је, према процјени из 2010. године, живјело 4.001 становника. Просјечна густина становништва износи 105 становника/km².